# Burg Limmer
Die Burg Limmer war eine hochmittelalterliche Niederungsburg des 12.–13. Jahrhunderts vom Typ einer Motte, die sich bei Hannover in der Leineaue zwischen Limmer und Herrenhausen befand. Reste der Anlage haben sich nicht erhalten, da das Erdreich des Burghügels im Jahr 1717 vor dem Bau eines Kanals abgetragen wurde.

## Geschichte
Die Burg Limmer wird als „castrum Limbere“ erstmals 1187 im Besitz der Grafen von Roden zu Wunstorf erwähnt. Als Heinrich VI. 1189 während eines Feldzuges die Stadt Hannover niederbrannte, griff er auch die Burg Limmer an, wurde aber zurückgeschlagen. Die beiden Brüder Conrad II. und Hildebold II. von Roden saßen 1208 gemeinsam auf der Burg und nannten sich „Grafen von Limmer“. 1215 verlegte Conrad II. seinen Wohnsitz auf die Burg Lauenrode. Graf Hildebold II. von Limmer besaß keine Nachkommen, offensichtlich wurde die Burg nach seinem Tod um 1250 aufgegeben. 

## Historische Beschreibungen
Obwohl der genaue Standort der Burg nicht mehr bekannt ist und Reste nicht vorhanden sind, lassen historische Beschreibungen Rückschlüsse auf die Anlage zu. Der hannoversche Bürgermeister Christian Ulrich Grupen zeichnete in seinem 1740 erschienenen Werk Origines et antiqvitates Hanoverenses einen Erdhügel in eine Karte ein, der erst später als Burgstall der Burg Limmer identifiziert wurde. Der in der Karte als Walberg innerhalb des Ernst-August-Kanals eingezeichnete Hügel lag in der Leinemasch, ein Niederungsgebiet der Leine flussabwärts von Hannover. Dort befand er sich westlich der südwestlichen Ecke der Herrenhäuser Gärten und nordöstlich des Dorfes Limmer.
Der Chronist Johannes Letzner beschrieb im 16. Jahrhundert die Burg Limmer anhand von Inschriften auf Wappenschilden im Kloster Marienwerder. Demnach war sie der Wohnsitz des Grafen Konrad von Roden und lag bei Limmer auf einem kleinen Hügel. Sie soll aus einem Turm und einem kleinen Haus bestanden haben, was auf eine frühere Motte schließen lässt. Ähnliche Anlagen gab es in der weiteren Umgebung mit der Burg Heeßel, der Burg Wölpe und der Luccaburg.

## Untersuchung

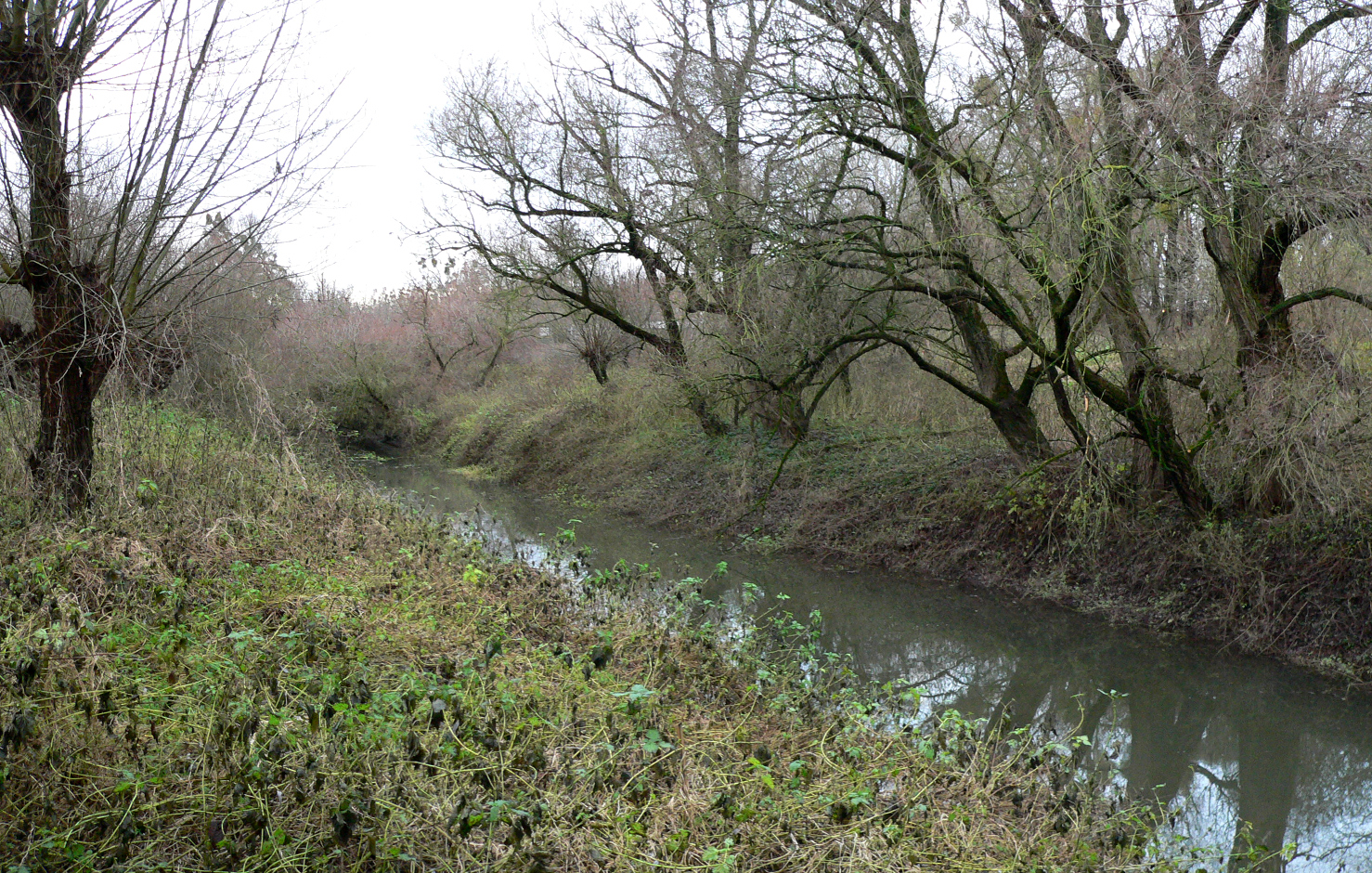
Ernst-August-Kanal im Bereich des möglichen Standorts der Burg

Der Erdhügel wurde laut den Beschreibungen von Christian Ulrich Grupen 1717 vor der Anlage des Ernst-August-Kanals abgegraben und dabei näher untersucht. Das rund ein Kilometer lange Gewässer schnitt einen Flussarm der Leine ab und diente der Wasserzuführung für die Wasserkunst in den Herrenhäuser Gärten. Der quadratische Erdhügel hatte eine Seitenlänge von etwa 12 Meter und wies eine Höhe von etwa 1,5 Meter auf. Ursprünglich dürfte die Erhebung höher gewesen und durch Hochwässer der Leine abgetragen worden sein. Beim Abgraben des Erdhügels fanden sich Mauerwerkreste und ein brandgeschwärzter Gipsfußboden. Fundstücke waren Armbrustbolzen, Knochen, Schädel, Hirschgeweihe, Pfeilspitzen, ein Beil und ein Schleifstein. Die wichtigsten Funde waren zwei Keramikgefäße, anhand derer die Burganlage zeitlich weit später datiert werden konnte.

## Forschungsgeschichte

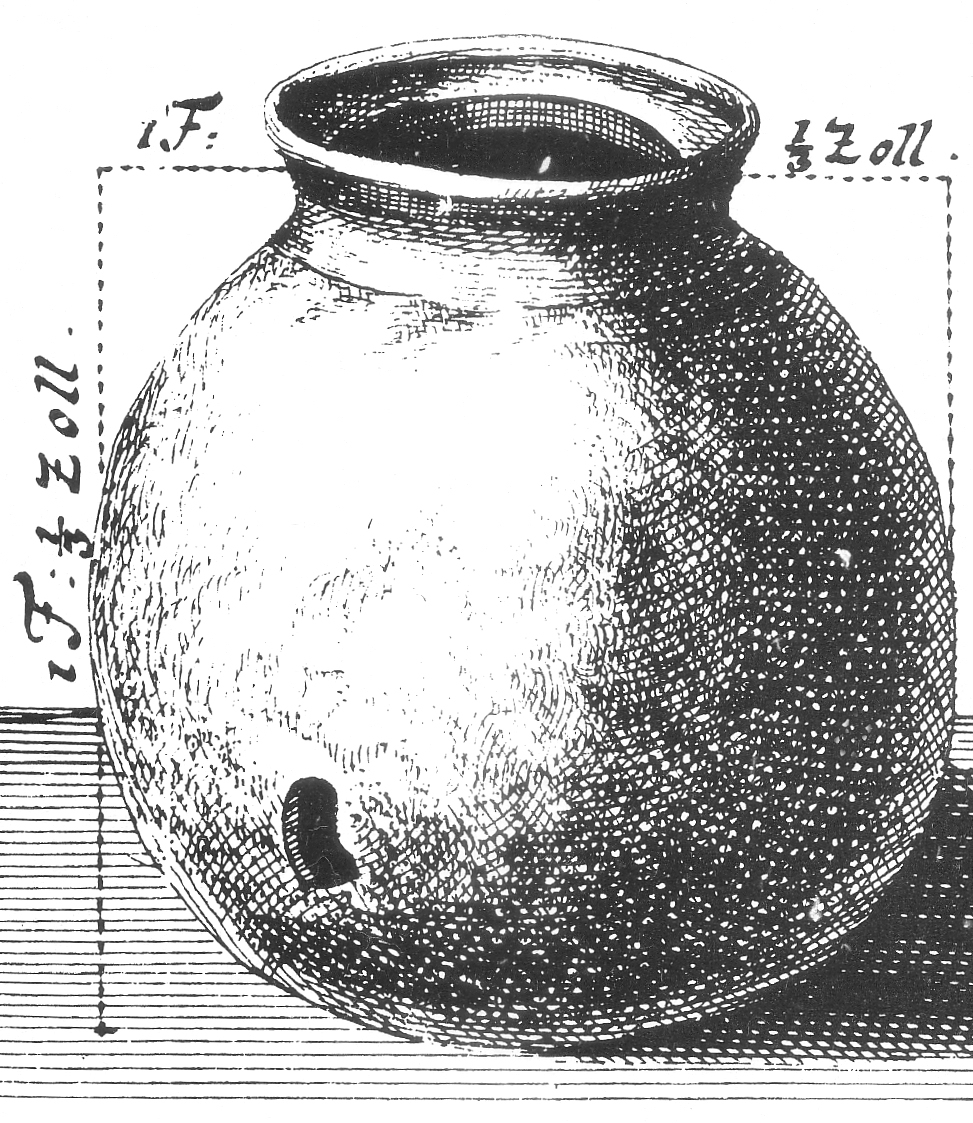
Ein an der Burgstelle gefundener Kugeltopf

Christian Ulrich Grupen, der den 1717 untersuchten Erdhügel mit den Bodenfunden im Jahre 1740 beschrieben hatte, hielt ihn nicht für die frühere Burgstelle der Grafen von Limmer, sondern für einen Windmühlenhügel. Zur damaligen Zeit waren Burgen nur auf Bergen vorstellbar. Die gefundenen Keramikgefäße hielt Grupen für Urnen von Brandbestattungen aus frühgeschichtlicher Zeit. Erst in heutiger Zeit ließ die Zeichnung eines 1717 gefundenen und knapp 30 cm hohen Kugeltopfs eine nähere Datierung der Burg Limmer zu, wonach das Gefäß als mittelalterlich aus der Zeit um das Jahr 1200 angesehen wird. Ebenso wurden alte Flurnamen und Bezeichnungen für den Erdhügel betrachtet. Überliefert sind Hesteberg, Walberg und Wallberg ähnlich dem Wallberg der nahe gelegenen Gernandesburg. Diese Bezeichnungen sind eine früher weit verbreitete Bezeichnung für einen künstlichen Hügel oder einen Burgstall.
Anfang des 20. Jahrhunderts entwickelten Heimatforscher die These, dass es sich bei dem 1717 untersuchten Erdhügel lediglich um eine Vorburg gehandelt habe. Ihrer Meinung nach habe die Hauptburg der Grafen von Rodenberg etwa 400 Meter weiter in Limmer bestanden. Dort gibt es eine Erhebung am Rande der Leineaue, auf der sich die St.-Nikolai-Kirche findet. Archäologische Belege für diese Annahme liegen nicht vor. Unter dem Einfluss des Prähistorikers Carl Schuchhardt schlossen Heimatforscher in den 1930er Jahren einen Bezug des einstigen Erdhügels in der Leineaue zu den Grafen von Limmer aus und sahen darin eine sächsische Burganlage.

## Heute
Gemäß der Anfang des 20. Jahrhunderts aufgestellten Theorie befindet sich an der St.-Nikolai-Kirche ein Gedenkstein, der die Stelle als den Standort der Burg Limmer der Grafen von Roden bezeichnet und an die erfolglose Belagerung von 1189 erinnert. Dagegen wird heute die Burgstelle in dem 1717 beim Kanalbau abgetragenen Erdhügel in der Leineniederung gesehen. Diese Stelle liegt im Bereich des Ernst-August-Kanals in Höhe der alternativen Eventlocation Musiktheater Bad. Zuvor betrieb der Hannoversche Schwimmverein von 1892 dort das HSV-Bad, bei dessen Bau im Jahr 1937 die Reste der Burg und einer möglichen Vorburg eventuell beseitigt wurden.